# Ракетный корабль «Галилео»
«Ракетный корабль „Галилео“» (англ. Rocket Ship Galileo) — научно-фантастический роман Роберта Хайнлайна, опубликованный в 1947 году. Первый в серии романов для юношества, ежегодно публикуемых издательством Скрибнера в 1947—1958 годах. Первоначально был отвергнут редакцией, поскольку главная сюжетная идея — путешествие на Луну — казалась слишком неактуальной. По мотивам романа в 1950 году был снят фильм «Место назначения — Луна», в котором Хайнлайн был одним из трёх соавторов сценария. В 2012 году вышел фильм «Железное небо» со схожим сюжетом.

## Основной сюжет
Три подростка, увлечённые ракетной техникой, становятся ассистентами дяди одного из них — лауреата Нобелевской премии, участника «Манхэттенского проекта». После постройки ракеты на ядерном топливе, вся компания отправляется на Луну, где случайно обнаруживают нацистскую базу, готовящимися взять реванш на Земле. Выясняется также, что нацисты обустроили базу в древнем сооружении селенитов, которые когда-то уничтожили свою цивилизацию в ядерной войне. Ракетный корабль «Галилей» нацисты взорвали, но в результате герои уничтожили захватчиков, и на немецком ракетном корабле вернулись на Землю.

## Критика
Писатель-фантаст и литературный критик Джек Уильямсон в своём обзоре 1977 года подчёркивал, что в этом романе уже представлены магистральные темы творчества Хайнлайна, несмотря на экспериментальный характер произведения, в котором автор ещё искал себя. Также он подчёркивал, что сюжет романа тривиален, а персонажи-маски — стереотипны. Р. Фрэнсон в обзоре 2012 года писал, что главной задачей Хайнлайна было воспитание в подростках праволиберальных взглядов и твёрдого характера, и он проделал большой путь в этом направлении, начиная с самых ранних романов.